# Noctua janthina
Casque
Espèce
Noctua janthina, le Casque, est une espèce de lépidoptères nocturnes de la famille des Noctuidae, de la sous-famille des Noctuinae, tribu des Noctuini, sous-tribu des Noctuina et du genre Noctua.

## Répartition
Europe. Partout en France métropolitaine.

## Biologie
- Les larves se nourrissent sur Arum maculatum, Crataegus, Hedera, Primula, Prunus, Rubus, Rumex, Salix, Ulmus, Urtica, Viola.
- Univoltin, l'imago vole de la seconde moitié de juin à août. Ponte en août ; les chenilles hivernent pour reprendre leur activité au printemps. La nymphose a lieu en mai, dans la terre.

## Systématique
- L'espèce Noctua janthina a été décrite par les entomologistes autrichiens Johann Nepomuk Cosmas Michael Denis et Ignaz Schiffermüller en 1775 [1]
- La localité type est la région de Vienne.

### Synonymie
- Noctua domiduca (Fuessly, 1781)
- Noctua flavomaculata (Goeze, 1781)
- Noctua altica (Geoffroy, 1785)
- Noctua fimbriaminor (Villers, 1789)
- Noctua circumspecta (Drapiez, 1819)
- Agrotis janthina latimarginata (Röber, 1900)

### Nom vernaculaire
- Le Casque[2].